# Anne Arundel megye
Anne Arundel megye az Amerikai Egyesült Államokban, azon belül Maryland államban található. Megyeszékhelye Annapolis, legnagyobb városa Glen Burnie. Lakosainak száma 588 261 fő (2020. április 1.). Anne Arundel megye Baltimore, Calvert, Kent, Howard, Prince George's, Queen Anne’s, Talbot és Baltimore megyékkel határos.

## Népesség
A megye népességének változása:
| Lakosok száma | 539 191 | 544 624 | 550 175 | 555 743 | 564 195 | 588 261 |
|               | 2010    | 2011    | 2012    | 2013    | 2015    | 2020    |